# Milà-Sanremo 1986
La Milà-Sanremo 1986 fou la 77a edició de la Milà-Sanremo. La cursa es disputà el 15 de març de 1986 i va ser guanyada per l'irlandès Sean Kelly, que s'imposà a l'esprint als seus dos companys d'escapada en la meta de Sanremo.
233 ciclistes hi van prendre part, acabant la cursa 112 d'ells.

## Classificació final
|    | Ciclista                   | Equip                           | Temps      |
| -- | -------------------------- | ------------------------------- | ---------- |
| 1  | Sean Kelly                 | KAS-Mavic-Tag-Heuer             | 6h 57' 19" |
| 2  | Greg LeMond                | La Vie Claire-Wonder-Radar      | m. t.      |
| 3  | Mario Beccia               | Malvor-Bottecchia               | m. t.      |
| 4  | Giuseppe Saronni           | Del Tongo-Colnago               | + 23"      |
| 5  | Bruno Wojtinek             | Peugeot-Shell-Michelin          | m. t.      |
| 6  | Luciano Rabottini          | Vini Ricordi-Pinarello-Sidermec | m. t.      |
| 7  | Adri van der Poel          | Kwantum-Hallen-Decosol          | m. t.      |
| 8  | Giuseppe Petito            | Gis Gelati                      | m. t.      |
| 9  | Rolf Sørensen              | Murella-Fanini                  | m. t.      |
| 10 | Jean-Philippe Vandenbrande | Hitachi-Marc-Splendor           | m. t.      |